# Pleurotus
Genre
Espèces de rang inférieur
- Pleurotus ostreatus
- Pleurotus eryngii
- Pleurotus cornucopiae
- Pleurotus dryinus
- 50 espèces

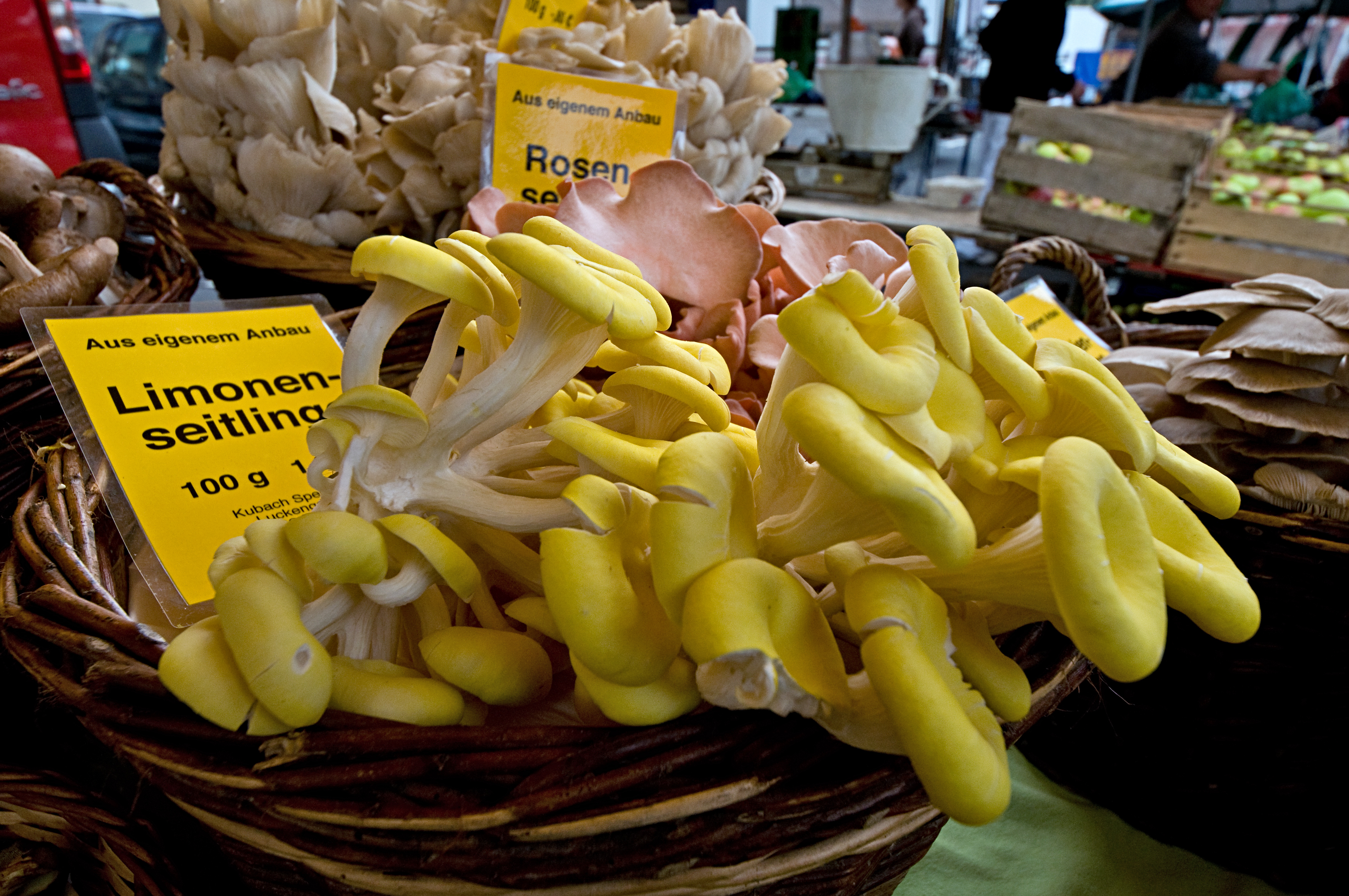
Culture de Pleurotus citrinopileatus

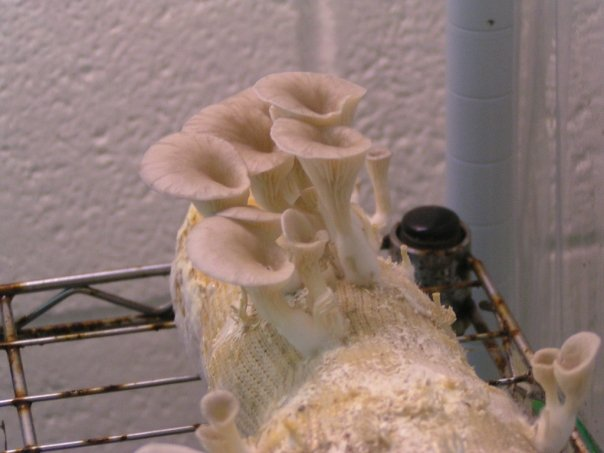
Culture de Pleurotus pulmonarius

Pleurotus (les pleurotes) est un genre de champignons basidiomycètes caractéristiques par leur pied excentré. Il regroupe une cinquantaine d'espèces qui fructifient dès le printemps, entre mars et mai, puis à nouveau à l'automne sur les troncs et les souches de hêtres, chênes, frênes, ormes, peupliers, en touffes serrées et parfois très volumineuses.
La plupart sont de bons comestibles et plusieurs sont cultivés.

## Dénominations usuelles
- Nom scientifique : Pleurotus Kummer 1871
- Noms vernaculaires : Pleurote ormeau (sv), Pleurote en huître, Pleurote rose (en).

## Taxonomie

### Étymologie
Pleurote vient du grec ancien πλευρόν / pleurón (« flanc, côté ») et οὖς / ous, ôtos (« oreille »), rappelant les dénominations populaires de ce champignon, « oreille de l'orme », « oreille de chardon » , « oreille de l'olivier », etc. Ce terme en mycologie traduit souvent le caractère des lames décurrentes, c'est-à-dire qui descendent longuement sur le pied. On dit qu'elles « pleurent sur le stipe ». Voir aussi Saule pleureur, etc.

### Polymorphisme
Les populations de Pleurotes expriment un grand polymorphisme. Les variations phénotypiques illustrant leur diversité génétique expliquent la difficulté de la classification des espèces au sein du genre.

## Systématique

### Situation du genrePleurotus
Phylogramme du genre Pleurotus qui semble, par des études moléculaires systématiques, suggérer une origine asiatique[précision nécessaire]
- Clade des Agaricales
  -  Clade II Pluteoïde
    - Limnoperdonaceae
      - Lymnoperdon

    - Pluteaceae
      - Amanitaceae
      - Tricholomopsis
      - Pleurotaceae
        - Resupinatus
          - Cantharocybe
            - Pleurotus
              - Pleurotus djamor
              - Pleurotus cornucopiae
                - Pleurotus dryinus
                  - Pleurotus cystidiosus
                    - Pleurotus ostreatus Asie
                    - Pleurotus ostreatus Europe
                    - Pleurotus ostreatus Amérique du Nord

            - Hohenbuehelia

## Description
« Les pleurotes vrais (genre Pleurotus) et leurs voisins (Hohenbuehelia, Lentinus, Lentinellus…) présentent en commun un chapeau de forme très variée (généralement de couleur terne autour du blanc, du gris ou du brun, à lames décurrentes) mais doté d'un pied excentrique ou latéral, court voire absent, ce qui leur donne une silhouette « pleurotoïde » (allure dissymétrique à l'image du pleurote en forme d'huître). Leur chair blanche (parfois jaunissante) fibreuse est assez ferme à coriace ou gélatineuse, à odeur parfois caractéristique de farine ou d'anis. La sporée est blanche à crème, parfois grisâtre à rosâtre. »
La plupart des espèces sont monomitiques, c'est-à-dire qu'elles ne possèdent qu'un seul type d'hyphes, ce qui leur confère une consistance molle. Seul, Pleurotus dryinus peut parfois être dimitique, ce qui signifie qu'il a des hyphes squelettiques supplémentaires qui lui donnent une consistance plus ferme comme celle des polypores.[réf. souhaitée]
Les spores sont lisses et allongées (décrites comme cylindriques).

## Utilisation

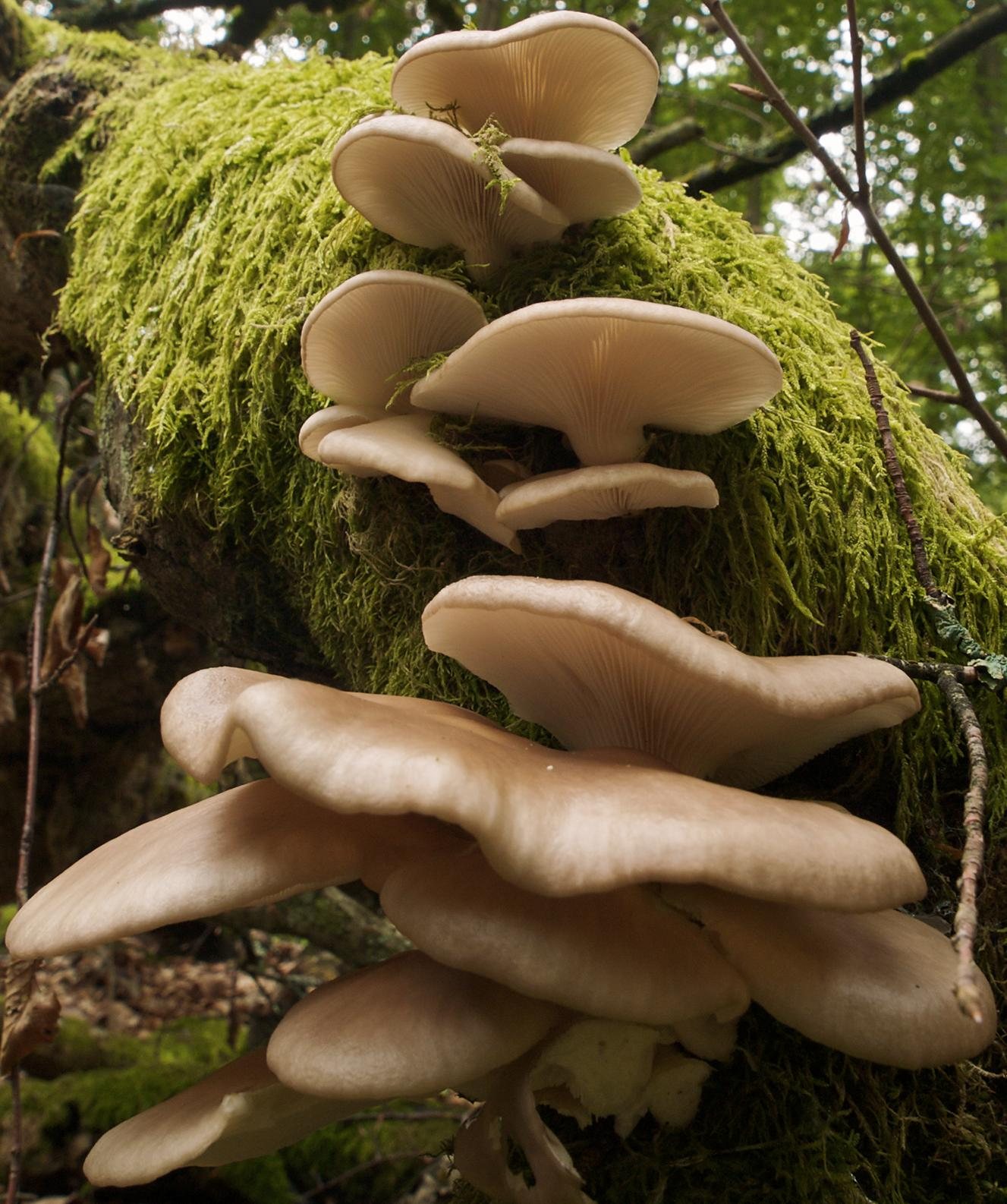
Pleurotus pulmonarius

Le genre Pleurotus comprend un groupe de champignons comestibles ligninolytiques (agents de la pourriture fibreuse) ayant des propriétés médicinales et d'importantes applications biotechnologiques et environnementales. La culture des Pleurotus a connu un grand développement ces dernières années surtout pour l'industrie de l'alimentation.
Pleurotus ostreatus est le troisième plus important champignon cultivé à des fins alimentaires. Sur le plan nutritionnel, il a une saveur unique et des propriétés aromatiques, et est considéré comme riche en protéines, fibres, glucides, vitamines et minéraux.

### Comestibilité
Parmi la soixantaine d'espèces inventoriées, aucune toxicité n'est connue (le Pleurote de l'olivier, toxique, est aujourd'hui classé dans une autre famille). Près de 12 espèces charnues et peu coriaces sont de bons comestibles.

### Propriétés biologiques
Les Pleurotus spp sont prometteurs comme champignons médicinaux, présentant des propriétés hématologiques, antivirales, antitumorales, antibiotiques, antibactériennes, des activités hypocholesteroliques et l'immunomodulation. Les molécules bio-actives isolées des différents champignons sont des polysaccharides.[réf. nécessaire]

### Bioconversion et biodégradation
L'un des aspects les plus importants des Pleurotus spp est lié à l'utilisation de leur système ligninolytique pour une variété d'applications, telles que la bioconversion de déchets agricoles en produits utiles pour l'alimentation animale et autres produits alimentaires et l'utilisation de leurs enzymes ligninolytiques pour la biodégradation des organopolluants, xénobiotiques et de contaminants industriels.

## Culture du pleurote
Le Pleurotus ostreatus et le Pleurotus eryngii sont tous deux cultivés pour la consommation. Le Pleurotus ostreatus est cultivé en Europe, en Amérique et en Asie. Sa culture se fait sur un substrat stérile de déchets végétaux.
Il est aujourd'hui aussi possible de le cultiver à domicile, dans des grands sacs de sciures ou grâce à des kits prêts à pousser.

## Pathogénicité
Les spores de pleurotes, notamment celles de Pleurotus ostreatus, présentent des propriétés allergènes et peuvent provoquer des inflammations des alvéoles pulmonaires particulièrement chez les cultivateurs de pleurotes en intérieur.

## Espèces dePleurotus
- Pleurotus abieticola
- Pleurotus albidus
- Pleurotus alocasiae
- Pleurotus angustatus
- Pleurotus armeniascus
- Pleurotus aureovillosus
- Pleurotus australis
- Pleurotus calyptratus
- Pleurotus chrysorrhizus
- Pleurotus citrinopileatus
- Pleurotus columbinus
- Pleurotus cornucopiae
- Pleurotus craspedius
- Pleurotus cyatheicola
- Pleurotus cystidiosus
- Pleurotus decipiens
- Pleurotus djamor
- Pleurotus dryinus
- Pleurotus dryinus var. pometi
- Pleurotus eous
- Pleurotus eryngii
- Pleurotus eryngii var. elaeoselini
- Pleurotus eryngii var. eryngii
- Pleurotus eryngii var. ferulae
- Pleurotus euosmus
- Pleurotus favoloides
- Pleurotus flabellatus
- Pleurotus floridanus
- Pleurotus hyacinthus
- Pleurotus incarnatus
- Pleurotus lactuosus
- Pleurotus lampas
- Pleurotus lazoi
- Pleurotus lilaceilentus
- Pleurotus lindquistii
- Pleurotus musae
- Pleurotus nebrodensis
- Pleurotus novae-zelandiae
- Pleurotus olivascens
- Pleurotus omnivagus
- Pleurotus ostreatoroseus
- Pleurotus ostreatus
- Pleurotus parsonsiae
- Pleurotus penangensis
- Pleurotus populinus
- Pleurotus problematicus
- Pleurotus pulmonarius
- Pleurotus purpureo-olivaceus
- Pleurotus rattenburyi
- Pleurotus sapidus
- Pleurotus smithii
- Pleurotus staringii
- Pleurotus subareolatus
- Pleurotus submembranaceus
- Pleurotus subviolaceus
- Pleurotus velatus
- Pleurotus viscidulus

### Anciens taxons
- Pleurotus sajor-caju: vide: Lentinus sajor-caju